# Shirley (Derbyshire)
Shirley – wieś w Anglii, w hrabstwie Derbyshire, w dystrykcie Derbyshire Dales. Leży 15 km na zachód od miasta Derby i 194 km na północny zachód od Londynu.